# رود چودووا
رود چودووا (انگلیسی: Chudova) یک رودخانه در سرزمین پرم کشور روسیه است.